# Masatoshi Takeichi
Masatoshi Takeichi (竹市　雅俊, Takeichi Masatoshi), né le 27 novembre 1943 est un biologiste du développement, directeur du RIKEN, « Centre pour le développement de la biologie » à Kōbe, Japan. Il est connu pour avoir identifié la classe des cadhérines des molécules d'adhésion.

## Biographie
Takeichi est né dans la préfecture d'Aichi au Japon et a été diplômé en 1966 de la faculté des sciences de l'Université de Nagoya. Il a reçu son doctorat de l'Université de Kyoto en 1973. Il a été membre de la faculté de l'Université de Kyoto entre 1970 et 2000, avant d'être nommé directeur du Centre RIKEN de biologie du développement en 2000. Il est membre de l'Académie japonaise des sciences et de l'Académie nationale des sciences des États-Unis.

## Réussite
Contribution fondamentale à l'élucidation des mécanismes moléculaires de l'adhésion cellulaire.

## Prix et récompenses
- 1994 Prix Asahi
- 1996 Prix de l'Académie des sciences du Japon
- 2001 Prix de médecine de l'université Keiō
- 2004 Personne de mérite culturel
- 2005 Prix japonais

## Publications (sélection)
- M. Takeichi: Functional correlation between cell adhesive properties and some cell surface proteins. J. Cell Biol. 1977, 75, 464-474.
- N. Yoshida, M. Takeichi: Teratocarcinoma cell adhesion: Identification of a cell surface protein involved in calcium-dependent cell aggregation. Cell 1982, 28, 217-224.
- K. Hatta, M. Takeichi: Expression of N-cadherin adhesion molecules associated with early morphogenetic events in chicken embryos. Nature 1986, 320, 447-449.
- Y. Shirayoshi, K. Hatta, M. Hosoda, S. Tsunasawa, F. Sakiyama, M. Takeichi: Cadherin cell adhesion molecules with distinct binding specificities share a common structure. EMBO J. 1986, 5, 2485-2488.
- A. Nagafuchi, Y. Shirayoshi, K. Okazaki, K. Yasuda, M. Takeichi: Transformation of cell adhesion properties by exogenously introduced E-cadherin cDNA. Nature 1987, 329, 341-343.
- A. Nose, A. Nagafuchi, M. and Takeichi: Expressed recombinant cadherins mediate cell sorting in model systems. Cell 1988 54, 993-1001.
- S. Hirano, N. Kimoto, Y. Shimoyama, S. Hirohashi, M. Takeichi: Identification of a neural α-catenin as a key regulator of cadherin function and multicellular organization. Cell 1992, 70, 293-301.
- H. Togashi, K. Abe, A. Mizoguchi, O. Chisaka, M. Takeichi: Cadherin regulates dendritic spine morphogenesis. Neuron 2002, 35, 77-89.
- W. Meng et al.: Anchorage of microtubule minus ends to adherens junctions regulates epithelial cell-cell contacts. Cell 135. 948-59 (2008)
- T. Ishiuchi et al.: Mammalian Fat and Dachsous cadherins regulate apical membrane organization in the embryonic cerebral cortex. J Cell Biol 185. 959-67 (2009)
- K. Taguchi et al.: Mechanosensitive EPLIN-dependent remodeling of adherens junctions regulates epithelial reshaping. J Cell Biol 194.643-56 (2011)
- T. Ishiuchi, M. Takeichi: Willin and Par3 cooperatively regulate epithelial apical constriction through aPKC-mediated ROCK phosphorylation. Nat Cell Biol 13.860-6 (2011)
- T. Nishimura et al.: Planar cell polarity links axes of spatial dynamics in neural-tube closure. Cell 149.1084-97 (2012)
- N. Tanaka et al.: Nezha/CAMSAP3 and CAMSAP2 cooperate in epithelial-specific organization of noncentrosomal microtubules. Proc Natl Acad Sci U S A 49.20029-34 (2012)

## Source de la traduction
- (en) Cet article est partiellement ou en totalité issu de l’article de Wikipédia en anglais intitulé « Masatoshi Takeichi » (voir la liste des auteurs).